# Rosa de Peters

Rosa de Peters.

Rosa de Peters es una matriz, propuesta por Arno Peters, que permitiría calcular el valor más próximo posible de cualquier producto, no basándose en el tiempo invertido, sino en el socialmente necesario por el gasto total que se consume para la terminación de un producto listo para el consumo. Estaría en contradicción al precio de mercado.
Según Heinz Dieterich y su teoría del socialismo del siglo XXI la aplicación de la Rosa de Peters en un nuevo proyecto de Estado socialista, basado en el trabajo colectivizado que sustituiría al trabajo por salario, causaría que la producción mercantil tienda a desaparecer paulatinamente y de este modo la diferencia y lucha entre clases, diferencias entre el trabajo intelectual y manual, entre el trabajo en la ciudad y el del campo.